# Жан V (герцог Бретани)

Герцогство Бретань в 1388 г. (белым цветом)

Жан V Доблестный, Жан Завоеватель (фр. Jean le Vaillant; Jean le Conquéreur; род. между 30 сентября и 8 декабря 1339 года — 2 ноября 1399, Нант) — герцог Бретонский, граф де Монфор-л'Амори (под именем Жан III) с 1365 года из дома Дрё. Сын самопровозглашённого (в 1341 году) герцога Бретонского Жана IV де Монфора (1295—1345) и Жанны Дампьер, герцогини Бретонской (известна под именем «Жанна Пламенная») (1295—1374).

## Завоевание
Его детство и юность были омрачены Войной за Бретонское наследство, в которой его отец, Жан де Монфор, сражался за бретонский трон со своей племянницей, Жанной де Пентьевр и её мужем Карлом (Шарлем) де Блуа-Шатильоном. Воспользовавшись военной помощью Франции, Карл де Блуа смог взять под свой контроль большую часть Бретани. После смерти Жана де Монфора его вдова Жанна Дампьер попыталась продолжить войну от имени своего маленького сына. В конечном итоге Жанна была вынуждена просить помощи у Англии, признав Эдуарда III законным претендентом на престол Франции. Жанна «Пламенная», вырвавшись из осажденного Энбона, в 1343 году отправилась в Англию. Позже в том же году при невыясненных обстоятельствах самопровозглашенную герцогиню объявили безумной и заключили в тюрьму, в замок Тикхилл, что в Йорке. Маленького Жана и его сестру Жанну де Дрё приняли в королевскую семью Плантагенетов, а его опекуном стал сам Эдуард III.
В 17 лет (1356 год) Жан вернулся в Бретань, где собрал армию из сочувствующих бретонцев и отправился в поход на Ренн, где вместе с Генри Гросмонтом, герцогом Ланкастером, провел неудачную осаду. Молодой претендент на бретонский престол вернулся в Англию.
В 1364 году, вновь вернувшись на Родину, Жану с поддержкой английской армии удалось одержать решающую победу против партии Блуа в сражении при Орэ. Его конкурент Карл де Блуа был убит в битве, и вдова Карла Жанна де Пентьевр была вынуждена подписать соглашение в Геранде 12 апреля 1365 года. По этому документу Жанна признавала Жана де Монфора истинным герцогом Бретонским, Бретань оставалась вассалом Франции, а герцог обязался выплачивать ей 10 000 ливров золотом ежегодно и освободить её двоих сыновей из английского плена.

## Борьба за власть

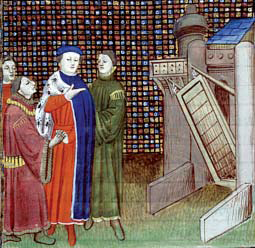
Жан Бретонский и его советники

Добившись победы с помощью Эдуарда III (и женившись на английской принцессе), Жан был вынужден принять в советники нескольких англичан, тем более, что Англия контролировала и облагала налогом несколько стратегически важных цитаделей в окрестностях порта Брест, что позволяло Эдуарду в любой момент ввести войска на полуостров. Назначение англичан на государственные посты в Бретани вызывало резкое неодобрение у бретонской знати и французского короля.
Однако, Жан V объявил себя вассалом короля Карла V Французского, а не Эдуарда III. Это решение, равно как и усиление налогового давления на бретонскую знать, не усмирило его критиков, которые видели в присутствии английских войск фактор дестабилизации. В 1369 году Жан, видя растерзанную войной Бретань, отказался исполнить вассальный долг и выступить на стороне Франции, которая решила отвоевать у Англии земли, утерянные по договору в Бретиньи.
В 20-х числах июня 1372 года Жан заключил с Эдуардом III тайный договор, по которому английский король возвращал во владение бретонского герцога графство Ричмонд, конфискованное у его отца, и обеспечивал молодому герцогу поддержку в конфликте с сюзереном. Узнав о договоре за спиной французского короля, в котором участвовал Жан, бретонская знать и Жанна де Пентьевр потребовали немедленной ссылки герцога или его заключения. В 1373 году Жан отправился в ссылку в Англию, полностью потеряв доверие своих дворян.
Однако, Карл V сделал ошибку, попытавшись полностью захватить герцогство и включить его в королевский домен. В 1378 году он послал своего коннетабля, бретонца Бертрана дю Геклена, силой подчинить герцогство французскому королю. Бретонцы восстали против аннексии и в 1379 вернули Жана V из ссылки. Он прибыл в Динар 3 августа 1379 года и ещё раз взял под свой контроль герцогство, только теперь опираясь на поддержку местной знати и даже клана Пентьевров.
После смерти Карла V и пришествия на престол нового короля Франции Карла VI, он заключил с новым монархом Второй договор в Геранде (15 января 1381 года) и управлял своим герцогством в мире с французскими и английскими коронами больше десятилетия, поддерживая контакт с обоими, но минимизируя открытые связи с Англией. В 1397 ему также удалось выкупить у англичан Брест, используя дипломатическое давление и финансовые стимулы.

## Конфликт с Клиссоном
Оливье де Клиссон был сыном соратника Жана де Монфора (отца Жана). Он подружился с Жаном V ещё в Англии, где оба они воспитывались при дворе английского короля, а в 1364 году при Орэ Клиссон возглавлял целый фланг войска Монфора. Однако, после признания Жана герцогом Бретонским, Монфор подарил замок Гавр и леса вокруг него Джону Чандосу, легендарному английскому рыцарю, коннетаблю Гиени. Это взбесило Клиссона, который сам надеялся получить Гавр за верную службу. Так начался его конфликт с герцогом Жаном, который достиг апогея в 1392 году.
Кузен бретонского герцога, Пьер де Краон, по своим причинам также ненавидевший Клиссона, напал на него в Париже и сильно ранил, после чего сбежал в Бретань. Жан, как предполагается, стоял за этим заговором, и король Карл VI, разъяренный увечьем, нанесенным его любимому советнику и коннетаблю Франции, отправился в поход на Бретань. Сопровождаемый Коннетаблем, он подошел к границам Бретани, но прежде, чем войско достигло герцогства, короля разбил приступ безумия. Родственники Карла VI обвинили во всем Клиссона и лишили его звания Коннетабля, после чего Оливье сбежал в Бретань, в свой замок Жослен, а в 1397 году примирился и восстановил дружбу с герцогом, вновь став его близким советником.

## Семья

### Браки
Жан V был женат трижды:
- 1) на Мэри Плантагенет (10 октября 1344 — 13 сентября 1361), дочери короля Англии Эдуарда III и Филиппы д’Эно, в Вудстокском замке около 3 июля 1361 года.
- 2) на Джоан Холланд[англ.] (1350—1384), дочери Томаса Холланда, 1-го графа Кента, и Джоан, графини Кентской, в Лондоне, в мае 1366 года.
- 3) на Жанне д’Эврё (ок.1370 — 1437), дочери короля Наварры Карла II «Злого», в местечке Сель, около Геранды, 2 (11) октября 1386 года. После его смерти она вышла замуж за Генри IV Болинброка, короля Англии.

### Дети
Жанна Наваррская стала матерью всех его детей.
- Жанна Бретонская (Нант, 12 августа 1387 — 7 декабря 1388)
- Изабелла Бретонская (1388)
- Жан (Пьер) VI, герцог Бретонский (Шато д’Эрмин, Ванн, 24 декабря 1389 — 29 августа 1442, Ля Туш, близ Нанта) женился в 1396 году на Жанне Французской (1391—1433)
- Мари Бретонская (Нант, 18 февраля 1391 — 18 декабря 1446), дама де ля Герш, 26 июня 1398 года вышла замуж в Шато д’Эрмин за Жана I, графа Алансона
- Маргарита Бретонская (1392 — 13 апреля 1428), дама де Гильяк, 26 июня 1407 года вышла замуж за Алена IX, виконта де Роана и графа Пороэ (ум. 1462)
- Артюр де Ришмон, герцог Бретонский (Шато де Сусиньо, 24 августа 1393 — 26 декабря 1458, Нант)
- Жиль Бретонский (1394 — 19 июля 1412, Косне-сюр-Луар), сеньор Шантосе и Энгранда
- Ришар Бретонский (1395 — 2 июня 1438, Шато де Клиссон), граф Бенона, Этампа и Манта, в 1423 женился на Маргарите Орлеанской, графине де Вертю, дочери Луи Валуа, герцога Орлеанского (его сын — герцог Франциск II)
- Бланш Бретонская (1397 — после 1419), 26 июня 1407 года в Нанте вышла замуж за Жана IV, графа Арманьяка

## Достижения
- Победа в Войне Наследования
- Бретонское герцогство заняло прочную позицию нейтралитета
- Начало процесс восстановления Бретани как самостоятельного субъекта на политической арене.

## Варианты написания
На других языках его имя звучит:
- Jean V de Montfort le Duc de Bretagne, Jean le Conquérant, Jean le Vaillant — на французском
- John V of Montfort (Montford) the Duke of Brittany, John the Conqueror, John the Valiant — на английском
- Yann V Monforzh — на бретонском;
- Giovanni V di Montfort, il Duca di Bretagna — на итальянском.

В исторических документах и монографиях по истории фигурирует, как Жан IV или Жан V, в зависимости от точки зрения авторов. Их мнение зависит от того, признают ли они его отца Жана IV де Монфора законным наследником престола или нет (с английской точки зрения он — законный герцог, с французской — нет).
Имел прозвища:
- «Завоеватель»
- «Доблестный»
- «Англофил»

## Титулы и звания
- Герцог Бретонский (1365—1399)
- Граф де Монфор-л’Амори (1345—1399)
- Граф Ричмонд (20 июня 1372—1399) (граф де Ришмон — французский вариант)
- Рыцарь Ордена Подвязки (Order of the Garter) с 1375, в 1381 году основал рыцарский Орден Горностая (Order of the Ermine), открытый не только для дворян-мужчин, но и для женщин и людей не дворянского происхождения.